# Secessão de Berlim
A Secessão de Berlim (Berliner Secession) foi uma associação artística fundada por artistas berlineses em 1898 como uma alternativa à Associação de Artistas de Berlim, dirigida pelo estado e de caráter conservador. Esse ano o jurado do "salão oficial" recusou uma paisagem de Walter Leistikow, figura chave entre um grupo de novos artistas interessados no desenvolvimento moderno da arte. Como consequência, sessenta e cinco jovens artistas fundaram a "Secessão".
Max Liebermann foi o primeiro presidente da Secessão de Berlim, e propôs que Paul Cassirer e o seu primo Bruno agissem como agentes de negócios.
Em 1901 Bruno Cassirer demitiu-se da Secessão, podendo assim dedicar-se inteiramente à editora Cassirer. Paul assumiu a direção da galeria Cassirer, e apoiou a vários artistas da Secessão, incluindo os escultores Ernst Barlach e August Gaul, bem como à promoção dos impressionistas e pós-impressionistas franceses.
Entre os membros da Secessão destacam-se: Max Beckmann, Lovis Corinth, Lyonel Feininger, Georg Kolbe, Käthe Kollwitz, e Max Slevogt.